# Гірин Дмитро Миколайович
Дмитро́ Микола́йович Гі́рин — молодший лейтенант Збройних сил України, командир взводу.

## Нагороди
8 серпня 2014 року — за особисту мужність і героїзм, виявлені у захисті державного суверенітету та територіальної цілісності України, вірність військовій присязі під час російсько-української війни, відзначений — нагороджений орденом Богдана Хмельницького III ступеня.